# Ilha do Chico Pedro
A Ilha do Chico Pedro está situada na baía de Babitonga, no litoral sul brasileiro, ao norte do Estado de Santa Catarina.